# Ciasihan
Ciasihan is een bestuurslaag in het regentschap Bogor van de provincie West-Java, Indonesië. Ciasihan telt 9372 inwoners (volkstelling 2010).